# Марцоланела (Рим)
Марцоланела је насеље у Италији у округу Рим, региону Лацио.
Према процени из 2011. у насељу је живело 347 становника. Насеље се налази на надморској висини од 56 м.